# اوویدیو هاتگان
اویدو هاتگان (متولد ۱۷ ژوئیه ۱۹۸۰) یک داور بین‌المللی رومانیایی می باشد.
وی از سال ۲۰۰۸ به عنوان داور رسمی فیفا انتخاب شده است و در بازیهای مرحله مقدماتی جام جهانی ۲۰۱۴ . یورو ۲۰۱۲ به داوری پرداخته است